# San Salvador (departement van Entre Ríos)
San Salvador is een departement in de Argentijnse provincie Entre Ríos. Het departement (Spaans: departamento) heeft een oppervlakte van 1.282 km² en telt 16.118 inwoners. Analfabetisme is 4,4% in 2001.

## Plaatsen in departement San Salvador
- Colonia Baylina
- Colonia Oficial Nº 5
- General Campos
- San Ernesto
- San Salvador
- Walter Moss